# Griffinia ilheusiana
Griffinia ilheusiana är en amaryllisväxtart som beskrevs av Pierfelice Ravenna. Griffinia ilheusiana ingår i släktet Griffinia och familjen amaryllisväxter. Inga underarter finns listade i Catalogue of Life.